# Łęki (powiat brzeski)
Łęki – wieś w Polsce, położona w województwie małopolskim, w powiecie brzeskim, w gminie Borzęcin.
| SIMC    | Nazwa         | Rodzaj    |
| ------- | ------------- | --------- |
| 0813683 | Błonie        | część wsi |
| 0813690 | Chobot        | część wsi |
| 0813708 | Ciupina Górka | część wsi |

W latach 1975–1998 miejscowość należała administracyjnie do województwa tarnowskiego.
W dawnych lata była tutaj fabryka świeczek. Teraz jest tu remiza strażacka, szkoła i również boisko.